# Guttenberg (New Jersey)
Guttenberg ist eine Stadt im Hudson County, New Jersey, USA. Das U.S. Census Bureau hat bei der Volkszählung 2020 eine Einwohnerzahl von 12.017 ermittelt. Mit einer rechnerischen Bevölkerungsdichte von mehr als 24.000 Menschen pro km² bezogen auf die städtische Landfläche ist Guttenberg die am dichtesten besiedelte Gemeinde in den Vereinigten Staaten.

## Geographie

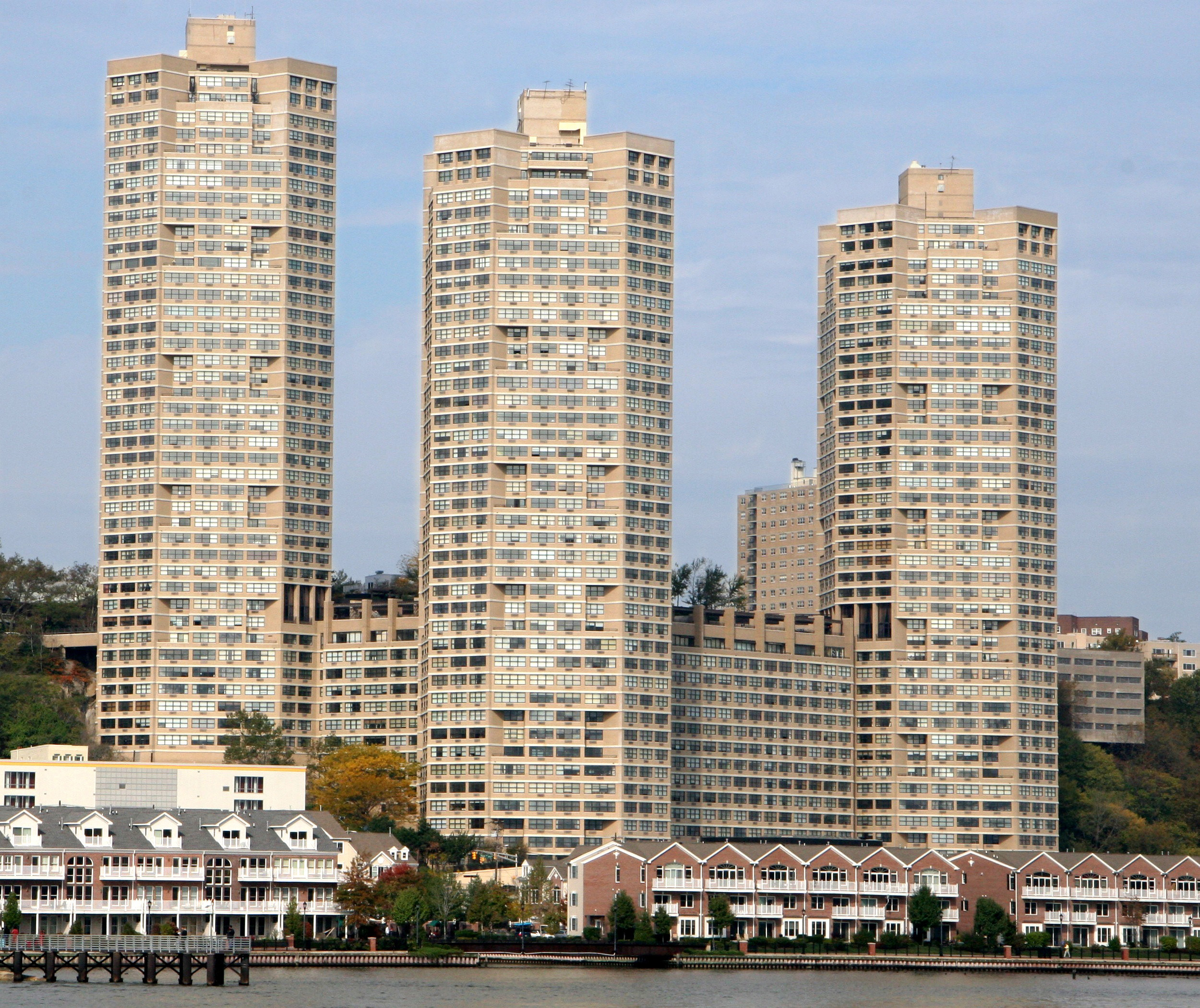
Galaxy Towers

Nach dem amerikanischen Vermessungsbüro hat Guttenberg eine Gesamtfläche von 0,6 km², wovon 0,5 km² Land und 0,1 km² (16,67 %) Wasser ist. Die Stadt besteht aus einem nur vier Blocks schmalen Streifen am Hudson River gegenüber von Manhattan. Im Südwesten grenzt Guttenberg an West New York, ansonsten an North Bergen.
Mehrere große Wohnblocks wie die Galaxy Towers auf dem kleinen Stadtgebiet sorgen für die außerordentlich hohe Bevölkerungsdichte.

## Demographie
Nach der Volkszählung von 2000 gibt es 10.807 Menschen, 4.493 Haushalte und 2.619 Familien in der Stadt. Dies entspräche einer Bevölkerungsdichte von 21.961,1 Einwohner pro km², der höchsten in ganz Nordamerika. 64,98 % der Bevölkerung sind Weiße, 3,81 % Afroamerikaner, 0,38 % amerikanische Ureinwohner, 7,30 % Asiaten, 0,01 % pazifische Insulaner, 16,42 % anderer Herkunft und 7,10 % Mischlinge. 54,33 % sind Latinos unterschiedlicher Abstammung.
Von den 4.493 Haushalten haben 27,8 % Kinder unter 18 Jahre. 40,3 % davon sind verheiratete, zusammenlebende Paare, 13,0 % sind alleinerziehende Mütter, 41,7 % sind keine Familien, 35,1 % bestehen aus Singlehaushalten und in 10,0 % Menschen sind älter als 65. Die Durchschnittshaushaltsgröße beträgt 2,38, die Durchschnittsfamiliengröße 3,13.
21,2 % der Bevölkerung sind unter 18 Jahre alt, 8,7 % zwischen 18 und 24, 36,9 % zwischen 25 und 44, 21,4 % zwischen 45 und 64, 11,8 % älter als 65. Das Durchschnittsalter beträgt 36 Jahre. Das Verhältnis Frauen zu Männer beträgt 100:92,9, für Menschen älter als 18 Jahre beträgt das Verhältnis 100:90,6.
Das jährliche Durchschnittseinkommen der Haushalte beträgt 44.515 USD, das Durchschnittseinkommen der Familien 47.440 USD. Männer haben ein Durchschnittseinkommen von 38.628 USD, Frauen 33.154 USD. Der Prokopfeinkommen der Stadt beträgt 27.931 USD. 13,0 % der Bevölkerung und 11,1 % der Familien leben unterhalb der Armutsgrenze, davon sind 18,7 % Kinder oder Jugendliche jünger als 18 Jahre und 10,9 % der Menschen sind älter als 65.